# Donk
Danil „donk“ Kryshkovets (* 25. ledna 2007 Tomsk, Rusko) je ruský profesionální hráč videohry Counter-Strike 2. V roce 2024 jej organizace HLTV označila hráčem roku v této videohře. Je typický pro svůj agresivní způsob hry a pro své mimořádné herní výkony.

## Kariéra
První videohru ze série Counter-Strike začal hrát ve věku šesti let, když mu hru představil jeho starší bratr. V letech 2013 až 2015 aktivně hrál titul Counter-Strike, v letech 2015 až 2023 pak titul Counter-Strike: Global Offensive, v roce 2023 stejně jako zbytek profesionálních hráčů přešel na videohru Counter-Strike 2.
Od roku 2021 hrál v lize European FPL-C, kde si jej všimla organizace OverDrive, která doporučila mládežnické organizaci Teamu Spirit zvané Spirit Academy jeho přijetí do jejích řad. Po dvou letech působení v Spirit Academy byl donk v roce 2023 zařazen jako člen Teamu Spirit a od roku 2023 tak tento tým reprezentuje na profesionální scéně. Velmi rychle se díky svým mimořádným výkonům stal jedním z nejviditelnějších hráčů videohry a v roce 2024 byl vyhlášen nejlepším profesionálním hráčem hry Counter-Strike 2 roku. Tento titul získal jako vůbec nejmladší hráč této videohry v její historii.